# 天主教梅農蓋教區
天主教梅農蓋教區（拉丁語：Dioecesis Menonguensis）是安哥拉一個羅馬天主教教區，屬盧班戈總教區。
塞爾帕平托教區成立於1975年8月10日，1979年5月16日易名至今。
教區包括庫安多古班哥省及威拉省兩市。2004年有教友150,000人（佔轄區總人口30.0%）、廿二個堂區、十三名司鐸。現任教區主教為良保·恩達卡拉科。